# Ансан (Франция)
Анса́н (фр. Ansan) — коммуна во Франции, находится в регионе Юг — Пиренеи. Департамент — Жер. Входит в состав кантона Жимонт. Округ коммуны — Ош.
Код INSEE коммуны — 32002.

## География

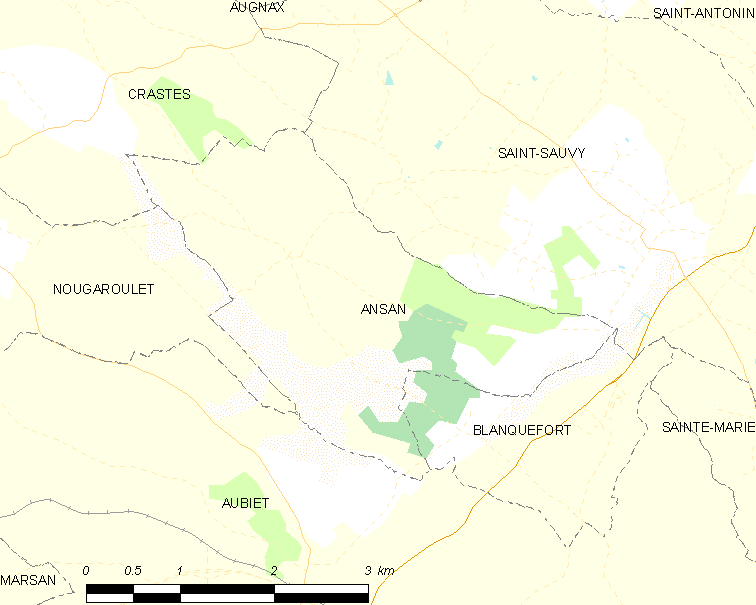
Карта коммуны

Коммуна расположена приблизительно в 590 км к югу от Парижа, в 55 км западнее Тулузы, в 17 км к востоку от Оша.
На юго-востоке коммуны протекает река Арратс.

## Климат
Климат умеренно-океанический. Лето жаркое и немного дождливое, температура часто превышает 35 °С. Зимой часто бывает отрицательная температура и ночные заморозки. Годовое количество осадков — 700—900 мм.

## Население
Население коммуны на 2010 год составляло 96 человек.
| 1962 | 1968 | 1975 | 1982 | 1990 | 1999 | 2010 |
| ---- | ---- | ---- | ---- | ---- | ---- | ---- |
| 134  | 118  | 101  | 80   | 68   | 63   | 96   |

## Администрация
| Период | Период | Фамилия       | Партия       | Примечания |
| ------ | ------ | ------------- | ------------ | ---------- |
| 2001   | 2020   | Жан-Клод Бади | Разные левые |            |

## Экономика
В 2010 году среди 51 человека трудоспособного возраста (15-64 лет) 42 были экономически активными, 9 — неактивными (показатель активности — 82,4 %, в 1999 году было 58,1 %). Из 42 активных жителей работали 41 человек (21 мужчина и 20 женщин), безработной была 1 женщина. Среди 9 неактивных 2 человека были учениками или студентами, 4 — пенсионерами, 3 были неактивными по другим причинам.